# Falco biarmicus
Il lanario (Falco biarmicus, Temminck, 1825) è un falco che vive in Africa, nella penisola arabica, in Asia minore, in Italia e nei Balcani. Non si trova in Europa centrale. 

## Morfologia
Si distingue dal falco pellegrino (Falco peregrinus) per la figura più esile e la coda più minuta, come anche nella frequenza più bassa di colpi d'ala. I maschi hanno una larghezza alare di 1 metro, le femmine di 1,10 m. Il lanario può raggiungere in picchiata la velocità di 300 km/h, circa quanto il falco pellegrino.

### Misure
Si tratta di un falco di taglia media, lungo 38-49 cm con coda di 12-15 cm ed apertura alare di 90-115 cm. La sottospecie europea è più grande rispetto a quelle nordafricane. In generale, il lanario è più snello e più piccolo sia del falco pellegrino (Falco peregrinus) che del falco sacro (Falco cherrug). È un falco  piuttosto slanciato con corpo e coda allungati e lunghe ali dalla punta arrotondata. Ha un volo meno potente del pellegrino, ma ugualmente elegante. 
I sessi sono notevolmente simili ma le femmine sono di un 15% più grandi rispetto ai maschi (♂ 500-600 g; ♀ 700-900 g). Il piumaggio dell'adulto è in certa misura variabile, ma sempre con testa e nuca rossicce o color camoscio, in contrasto con un tipico mantello scuro. Le femmine sembrano più scure dei maschi e non esistono variazioni stagionali del colore. Il piumaggio giovanile e del secondo inverno sono ben distinti. Le punte delle ali sono più corte della punta della coda quando l'uccello è posato e rendono questo particolare un'importante caratteristica identificativa sul campo.

### Piumaggio
Le parti superiori del corpo sono di colore grigio cenere, più scure sul mantello, più chiare sul groppone e sulla coda. La parte più alta della coda presenta barre scure e punte bianche mentre la parte superiore delle primarie è notevolmente scura. La testa nelle femmine è grigio scura, nei maschi è color camoscio mentre la nuca è di colore rossastro pallido, delineata da fronte e contorno degli occhi grigio scuro. I baffi sono più sottili di quelli del pellegrino e la gola e le gote biancastre. La parte inferiore del corpo è pallida, color crema con fasce sui fianchi e macchie sul ventre. La parte inferiore delle ali prevalentemente chiara con le parti non visibili più bianche rispetto alle primarie che sono barrate. Le punte sono più scure nelle primarie più esterne. L'adulto si distingue chiaramente dal pellegrino per la struttura differente (ali strette con punte arrotondate e coda più lunga) testa pallida e parte inferiore del corpo più pallida. Il lanario è meno abile nel volo del falco pellegrino (Falco peregrinus), ma è in grado di utilizzare le correnti ascensionali in modo migliore. È capace di volare a lungo su distanze molto grandi, ma è dotato di accelerazioni meno rapide del pellegrino.
In tutte le sottospecie i sub-adulti sono marrone più scuro degli adulti nella parte superiore del corpo, color camoscio con ampie ed intense strie marrone scuro nella parte inferiore. Il capo è marrone scuro o pallido fino a presentarsi del tutto bianco sia in Falco biarmicus erlangeri che in Falco biarmicus feldeggii. La parte più alta delle ali e la parte superiore delle primarie si presentano uniformemente marrone scuro. La parte inferiore delle ali sorprendentemente scura e delle macchie ovali sulla coda possono creare confusione col falco sacro. In volo non sono osservabili le striature scure sulla pancia dell'uccello. I giovani, pur essendo simili al sacro in colore e striature,  sono più piccoli e leggeri  con una marcatura sulla parte anteriore della testa e contrasto tra la parte superiore fortemente striata e la pancia debolmente striata (Clark, 1999). Può esservi una certa somiglianza nelle dimensioni, nella silhouette e nell'aspetto della parte inferiore delle ali con i giovani del falco della regina (Falco eleonorae). Significative differenze sono date dalla presenza di striature sulla parte superiore del corpo che rapidamente si esauriscono sulla pancia e sulla pallida testa del giovane di lanario.

## Habitat
Il lanario predilige gli spazi aperti come anche le pietraie o le zone semi desertiche contigue a rilievi caratterizzati da ripidi calanchi. Nei massicci rocciosi alti si trovano i luoghi di cova del falco. Più raramente vivono su rocce costiere.
I partner di una coppia di lanari cacciano soprattutto nel periodo di crescita dei piccoli in compagnie di caccia. Insieme adocchiano le prede e cercano di cacciare a turno. Si nutre principalmente di uccelli come la taccola (Coloeus monedula), il piccione selvatico (Columba livia) ed altre specie che condividono il suo habitat.  Soprattutto nei territori desertici poveri di cibo vengono predati a terra micromammiferi, piccoli rettili e insetti.

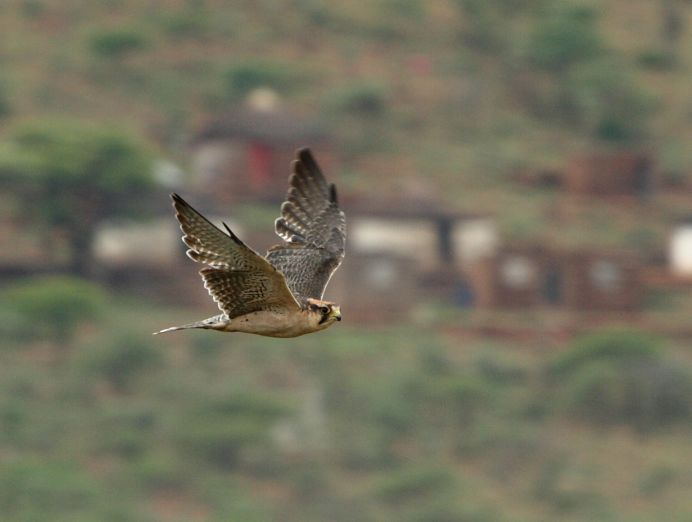
Un lanario in Sudafrica

Occupa le parti più aride della steppa mediterranea inoltrandosi anche in pieno deserto. Nell'habitat mediterraneo è legato alle formazioni rocciose a strapiombo e si ciba principalmente di uccelli ed anche di roditori. Gli ambienti in cui si ritrova più frequentemente sono i pascoli, i campi incolti e  le coltivazioni di cereali interrotti da querceti, macchie di olivi e fichi d'India. Nel Caucaso orientale gli habitat principali sono costituiti da aree aperte semidesertiche, alternate a basse dirupi rocciosi fino a 1900 metri sul livello del mare. Si trova in zone di montagna semi-aride, uidian, canyon e terreni boscosi pre-steppici cibandosi  principalmente di roditori e uccelli. Negli habitat costituiti da aperti deserti sabbiosi, con scarse piogge, piccoli affioramenti rocciosi ed altre strutture vengono usati come siti dove accoppiarsi o tenere i posatoi. Le aree di nidificazione nelle zone di montagna del Negev hanno circa 250-300 giorni asciutti per anno. Rettili ed uccelli migratori trans-sahariani rappresenterebbero una vasta risorsa di cibo e il nido è posto direttamente sul suolo. Gli ambienti urbani sono stati colonizzati più frequentemente in Sudafrica ma sono confinati alle aree rurali con piccoli villaggi nel nord Africa e in Medio Oriente. Abitualmente vengono utilizzate rovine storiche come siti di nidificazione (Tunisia, Egitto e Sudan) mentre poche coppie vivono relativamente vicine alle aree urbane in Sicilia.  In Sicilia i maschi  impiegano notevole quantità di tempo per la caccia nelle aree cespugliose con alta disponibilità di prede. Tuttavia molto tempo viene impegnato a volare sulle steppe cerealicole probabilmente alla ricerca di prede alternative agli uccelli.

## Popolazione e distribuzione

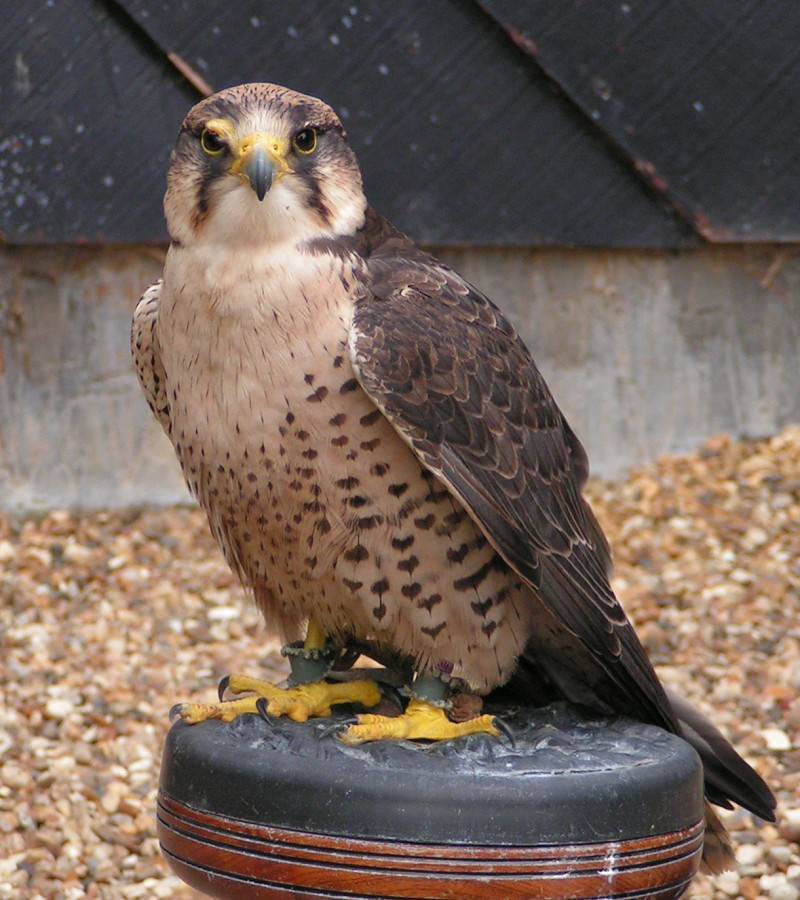
Un Falco biarmicus in cattività in uno zoo inglese

La sottospecie Falco biarmicus biarmicus è distribuita nell'Africa meridionale, la Falco biarmicus abyssinicus nell'Africa occidentale, orientale e nello Yemen, la sottospecie Falco biarmicus tanypterus vive in tutto il Medio Oriente, la Falco biarmicus erlangeri nell'Africa settentrionale ed infine la sottospecie Falco biarmicus feldeggii occupa l'Italia, la penisola balcanica, la Grecia e la Turchia. Il Lanario è attualmente specie rara e minacciata, contando nel territorio europeo all'incirca 250 coppie. La popolazione italiana non è uniformemente distribuita e conta circa 160-170 coppie nidificanti con una densità alquanto variabile tra le varie regioni.  La presenza del Lanario è stata segnalata in date storiche, soprattutto nelle regioni meridionali e, pare, con una densità superiore a quella odierna. Attualmente la popolazione è molto stabile e piuttosto fedele ai siti di nidificazione. In Sardegna dove non nidifica, è stato osservato nei periodi al di fuori di quello riproduttivo. L'Emilia-Romagna rappresenta il limite nord di nidificazione, anche se esso è stato osservato ripetutamente ancora più a nord. Piccole o medie popolazioni vivono nel sud della Toscana, nel sud dell'Umbria, nell'Abruzzo occidentale, nel nord del Lazio e nelle Marche settentrionali. Molto probabilmente una piccola popolazione è presente anche in Campania, dove il Lanario è stato avvistato nel Parco del Cilento e nelle riserve naturali di Monte Cervati, dei Monti Alburni e nelle Gole del Calore. In Calabria, vi sarebbero 4-5 coppie, mentre una nuova, sarebbe stata scoperta nel 2016 sulla Sila. Puglia e Basilicata ospitano una buona popolazione,  tuttavia la più consistente popolazione (80-100 coppie cfr Di Vittorio 2007) vive in Sicilia. Nella penisola balcanica esiste, non ancora confermata, una piccola popolazione in Albania ed occupa le regioni montuose del sud-est della Serbia (3-5 coppie) e quelle costiere della Macedonia, della Croazia (10-20 coppie) e della Bosnia ed Erzegovina. Distribuito principalmente nella Grecia centrale e settentrionale ed occasionalmente nelle isole del Dodecanneso (36-55 coppie). In Bulgaria lo status è incerto, forse pochissime coppie nel nord-ovest (10 coppie). In Turchia le conoscenze sulla popolazione sono ancora scarse e frammentarie. È stato avvistato in tutte le parti del paese nella stagione degli accoppiamenti (occasionalmente nel Mar Nero e nella Tracia) (100-150 coppie). Nidificante con circa 5 coppie anche in tre distinte aree del Caucaso: centrale (sud della Georgia, Azerbaigian occidentale), orientale (Azerbaigian orientale) e meridionale (sud dell'Armenia).

## Riproduzione

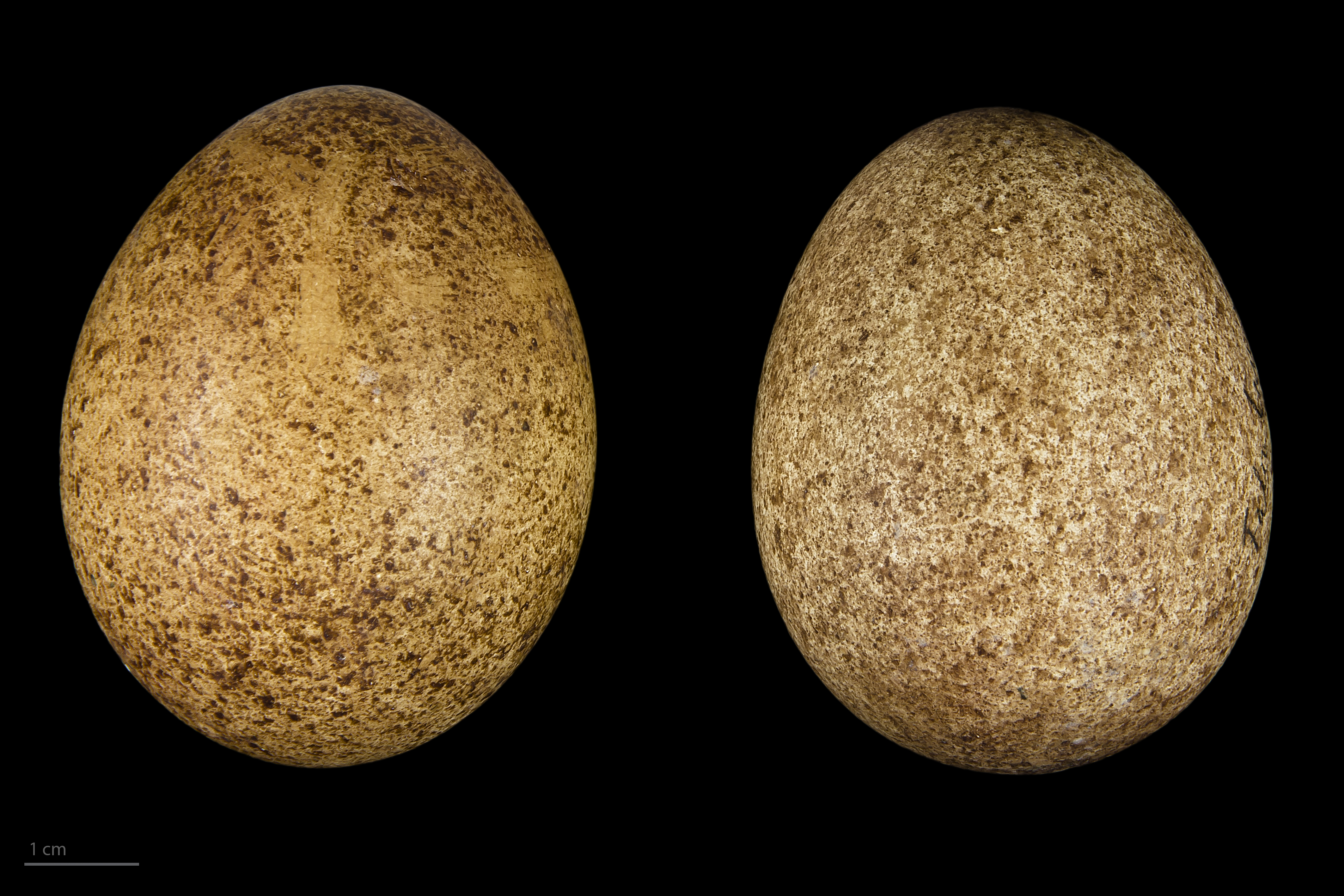
Falco biarmicus feldeggii

Da marzo depone 3-4 uova in anfratti rocciosi di un declivio ripido. Nel giro di 32-35 giorni le uova vengono covate dalla femmina mentre il maschio procura il cibo. I partner di una coppia restano insieme per tutto l'anno e non lasciano mai il loro territorio. I piccoli stanno con i genitori finché non si accoppiano e non hanno trovato ad un certo punto un proprio territorio.

## Conservazione
Come altre specie di falchi, il Lanario ha subito negli anni cinquanta e sessanta il fenomeno del bracconaggio. Comunemente classificato “a rischio” è inserito nella categoria SPEC 3 ed elencato anche nell'appendice II del CITES. Il lanario si può considerare a rischio di estinzione presso le popolazioni in cui è comune la pratica del furto delle uova  e dei pulcini: Tunisia, Italia, Israele, Turchia e Grecia. In Sicilia negli anni '50 e '60 venne rubato un numero considerevole di individui (23 giovani solo nel 1967). Nell'Appennino emiliano gli individui sopravvissuti allo sterminio vennero successivamente catturati. Questo potrebbe avere avuto una ripercussione significativa sulle piccole popolazioni, con 3 fallimenti su 20 coppie riportati in Italia centrale. Accidentalmente è ucciso da armi da fuoco: 8 individui nel periodo 1950-70 negli Appennino, 4 (1985-8) nelle Marche; 10 (40% individui giovani) negli anni 1981-4 e 5 giovani in Sicilia (1995-8). Nel biennio 2003 - 2004 è stato prodotto il Piano d'Azione Nazionale per il Lanario dall'Istituto Nazionale per la Fauna Selvatica (INFS) su richiesta del Ministero dell'Ambiente e della Tutela del Territorio. La conservazione della popolazione centroitaliana di Lanario è l'obiettivo del progetto europeo LIFE LANNER, di cui è capofila la Riserva Naturale Regionale Lago di Vico, che si prefigge di recuperare l'habitat ideale per la specie, rilasciare esemplari in natura monitorandone gli spostamenti via GPS, nonché aggiornare il Piano d'Azione Nazionale per il Lanario. 

## Classificazione
Sottospecie:
- Falco biarmicus biarmicus Temminck, 1825 – Africa meridionale,
- Falco biarmicus feldeggii Schlegel, 1843 – Europa, Medio Oriente,
- Falco biarmicus abyssinicus Neumann, 1904 – Africa centrale e orientale,
- Falco biarmicus tanypterus Schlegel, 1844 – Nord Africa orientale e Medio oriente,
- Falco biarmicus erlangeri Kleinschmidt, 1901 – Nord Africa occidentale.